# 祖殊·奧勞馬
約書亞·奧格漢提加·彼得·「祖殊」·奧勞馬（1997年4月27日—），英格蘭足球運動員。司職中場。

## 外部連結
- England profile （页面存档备份，存于）
- Soccerway資料庫：祖殊·奧勞馬